# Port lotniczy Alexander Bay
Port lotniczy Alexander Bay (IATA: ALJ, ICAO: FAAB) – port lotniczy położony w Alexander Bay, w Prowincji Przylądkowej Północnej, w Republice Południowej Afryki.